# Історія українського степу
Український степ — степова природна зона в Україні, розташована на півдні, центрі й сході країни. Західна й центральна частина Чорноморсько-Каспійського степу, складової великого Євразійського степу. Простягається із заходу на схід від дельти Дунаю до південних відрогів Середньоросійської височини на 1000 км, а на південь до Азово-Чорноморського узбережжя та Кримських гір майже на 500 км. Степ збігається приблизно з Південною Україною (крім Кримських гір). У степу розташовані Одеська, Миколаївська, Херсонська, Дніпропетровська, Запорізька, Донецька, Луганська області, південні частини Кіровоградської і Харківської областей та рівнинна частина Криму.

## Доісторичні і античні часи

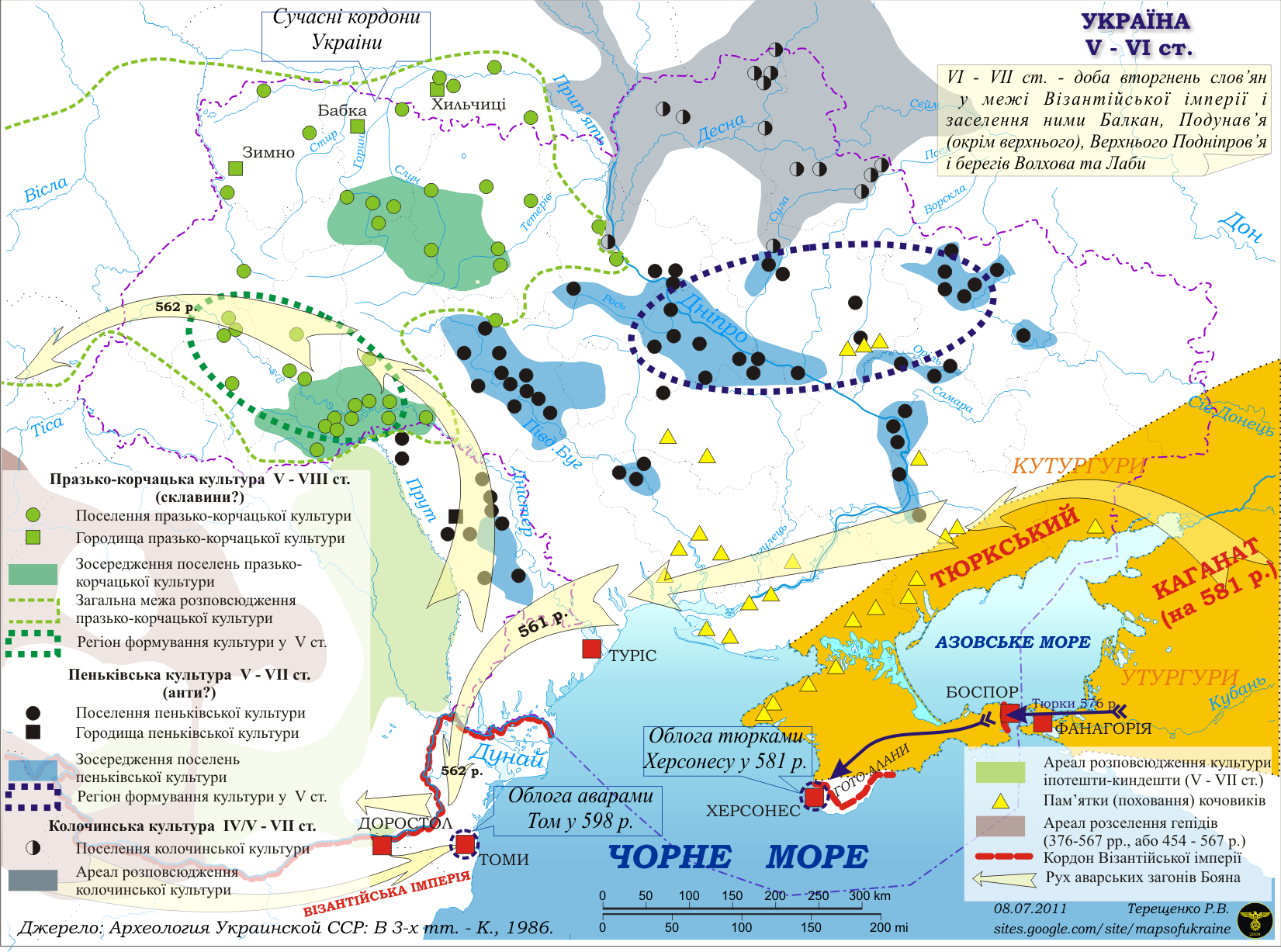
Землі України у 6 столітті

В часи палеоліту найщільніше було заселено береги Дніпра в районі порогів — зокрема, стоянки і поселення людей різних історичних епох виявлені біля с. Волоське біля Дніпра.
Унікальний пам'ятник давнини — Кам'яна Могила — розташований поблизу Мелітополя
За часів енеоліту у Придніпров'ї на базі Сурської і Дніпро-Донецької неолітичних культур виникла Середньостогівська культура. Існує думка, що саме представники цієї культури перші пристосували коня для їзди верхи і почали займатися спеціалізованим скотарством.
Стародавні малюнки на скелях, знахідки у погребіннях ямної культури вказують на те, що саме у цих степах було винайдено колесо, що в подальшому дозволило місцевому населенню розселитися в усі боки і підкорити Європу і Азію під іменем аріїв.

В подальшому степи населяли племена катакомбної, зрубної культур. Останні ототожнюються з кімерійцями античних авторів. Залишки давнього городища «Дикий сад» у центрі сучасного Миколаєва деякі дослідники вважають залишками столиці кімерійців.
Наявність Чорного моря, сполученого зі Середземним, зробило античну історію Південно-Східної України більш яскравою, ніж північних регіонів України.
У VII ст. до н. е. кімерійці під тиском скіфів зі сходу були вимушені залишити степи і шукати кращої долі у країнах Малої Азії. Вірогідна столиця скіфів — сучасне Кам'янське городище поблизуЕнергодара. Приблизно у цей же час на узбережжі Чорного моря з'явилися давньогрецькі кораблі, що доставили сюди перших колоністів з півдня. Греки заснували такі поселення і міста, як Березань у гирлі Дніпра, Ольвія, Тірас (Білгород-Дністровський) , Херсонес, Пантикапей, Феодосія і інші.
Приблизно у 512-513 до н. е. перський шах Дарій Гістасп переправився з величезним військом через Дунай і пішов війною на скіфів. Скіфи уникали великих боїв, знищували при відході криниці і виснажували загони супротивника дрібними сутичками. Врешті решт знесилена перська армія повернула з Приазов'я назад.
Наступний епізод спроби поневолення місцевих племен пов'язано з епохою війн Олександра Македонського. Один з його полководців, Зопіріон, у 331 р. до н. е. також переправився через Дунай і рушив з 30-тисячним військом на схід, маючи метою підкорити народи, які мешкали на північному березі Чорного і Азовського морів і в подальшому з'єднатися з основними силами греків на Кавказі чи у Середній Азії. Але десь на підступах до Ольвії його було розбито — імовірно скіфами та ольвіополітами. Сам Зопіріон загинув.
Але у наступному столітті скіфи все ж вимушені були залишити свої землі під тиском могутніх сарматів, які прийшли зі сходу і опанували степами на пів тисячоліття. Центр Скіфського царства перемістився у Крим — столиця Неаполь Скіфський ототожнюється з городищем на території сучасного Сімферополя, а самі скіфи тут поступово змішались з місцевим стародавнім населенням — таврами.
У І ст. до н. е. у Чорноморському регіоні посилилась Понтійська держава, в залежність від якої потрапило Боспорське царство у східному Криму і на Кубані. Але внаслідок воєн з Римською республікою Понт було розгромлено, а давні грецькі колонії Причорномор'я разом з Боспором потрапили у залежність від Риму.
У середині III ст. н. е. територією сучасної України (окрім Приазов'я), Молдови і Східної Румунії опанували войовничі германські племена готів, які створили тут свою державу — Ойум зі столицею у Данпарстаді десь на Дніпрі (можливо це городище біля с. Башмачка у Дніпрових порогів).
Але вже приблизно через 100 років з глибин азійських степів накотилася хвиля войовничих кочовиків — гунів, які розгромили готів і оволоділи їх землями. Ці події стали поштовхом до Великого переселення народів: готи розділились і попросили сховища за Дунаєм — на території Римської імперії. Але внаслідок дії низки чинників готи почали військові походи по території Імперії: спочатку по Балканах, а згодом рушили на захід Європи, де врешті решт у V ст. заснували свої варварські королівства.
У тому ж V ст. гуни почали свої криваві походи по території Центральної Європи, аж доти не були розгромлені у 451 р. у Галлії. Через 2 роки їх грізний вождь Атілла помер, його аморфна держава розпалась, а самі гуни розточились серед навколишніх народів.
У V-VII ст. землі на межі степу і лісостепу від Карпат до Сіверського Донця заселили племена пеньківської культури, яких більшість дослідників вважають слов'янами і ототожнюють з антами.
В подальшому причорноморські степи протягом VI — XIII ст. бачили орди авар, булгар, хозар, печенігів, половців та монголів.

## Доба середньовіччя
З ІХ ст. на Дніпрі стали з'являтися кораблі вікінгів — воїнів і торговців зі Скандинавії. У 882 р. вони на чолі з князем Олегом перенесли до щойно захопленого Києва столицю своєї слов'яно-варязької держави, заснованої за 20 років до цього в Новгороді літописним Рюріком.
В подальшому київські князі часто воювали з степовими племенами — печенігами та половцями: у 972 р. печеніги, підкуплені Візантією, вбили біля дніпровських порогів князя Святослава Ігоровича, а у 1111 р. князь Володимир Мономах на деякий час вибив войовничих половців зі степу аж за Дон.

### Київська Русь
Український степ в давнину являв собою порубіжжя Київської Русі — східнослов'янської держави IX—XII ст. Тутешні землі були ареною напруженої боротьби осілих землеробських племен з кочівниками-скотарями. Про це свідчать як писемні, так і археологічні пам'ятки, а наш перший історик повідомляє про це декілька разів. Під 965 роком він пише: 
| «Пішов Святослав на козар (хозар )… козари виступили супроти з князем своїм, каганом. І зійшлися у битві. І була битва між ними, переміг Святослав козарів, і город їхній Білу Вежу взяв». |
Тобто, повоювавши хозар, Святослав захопив їх укріплене місто на Дону (Саркел, нині Цимлянськ), а хозарська держава після поразки перестала існувати. Але на місце хозар зі сходу прийшли спочатку печеніги, а за ними — половці (кипчаки), і весь степ став називатися Дешт-и-Кипчак.
У 1116 році 
| «бився Володимир Мономах з половцями і з торками, і з печенігами на Дону». |
Цим походом він навів такий жах на половців, що до кінця його життя ті не насмілювалися нападати на Русь.
У 1223 р. до половецького степу з Кавказу вторглися передові монгольські загони Субедея і Джебе -полководців Чингізхана. Вони наголову розбили у битві на р. Калці об'єднані сили половців та деяких руських князів і розорили Судак в Криму, після чого повернули на схід.
У 1239 р. монголи після походів на північно-східні руські князівства повернулися і напали на Чернігівські землі, а наступного року здобули Київ і рушили далі у Європу. 1242 р. монгольські загони хана Батия через Причорномор'я повернулись з Європи на Волгу і створили у степах свою державу — Золоту Орду. Її землі простягалися від Пруту на заході до Алтаю і Середньої Азії на сході.
Місцеве населення (половці та русичі), рятуючись від військ Батия, здебільшого переселилося на захід і північ, в райони Карпат, Полісся. У Причорномор'ї значну роль стали відігравати такі ординські міста, як Кілія на Дунаї, Аккерман (нині Білгород-Дністровський), Шахр-ал-Джедід (з ним ототожнюють городище біля сучасного Запоріжжя), у Криму — Крим (Солхат) і Кирк-Ор.
У XIII—XIV ст. південноруськи степи служили кочовикам місцем випасу худоби та полювання, а мешканці руських порубіжних князівств займалися тут різними відхожими промислами — мисливством, рибальством, збором меду диких бджіл тощо. Щоб оборонити себе від нападів противної сторони, вони збиралися ватагами, об'єднувалися в невеликі загони, що сприяло виникненню в цьому краї козацтва. Перші згадки про козаків на монголо-руському порубіжжі відносяться до XV століття.
У 1363 р. Великий князь Литовський Ольгерд розгромив татарське військо на Синіх водах, після чого золотоординці залишили правобережжя нижнього Дніпра (кордон пройшов по Дніпру і Самарі і далі на північ), а на чорноморському узбережжі і на Дніпрі було побудовано литовські замки (Дашів/Очаків, Коцюбіїв/Хаджибей, Маяки, Микитин Ріг, Кічкас, тощо). Не зважаючи на це, влада литовських князів над Причорномор'ям залишалась хиткою, а за степами від Дністра до Дону закріпилася назва «Дике поле».

### Велике князівство Литовське і Руське

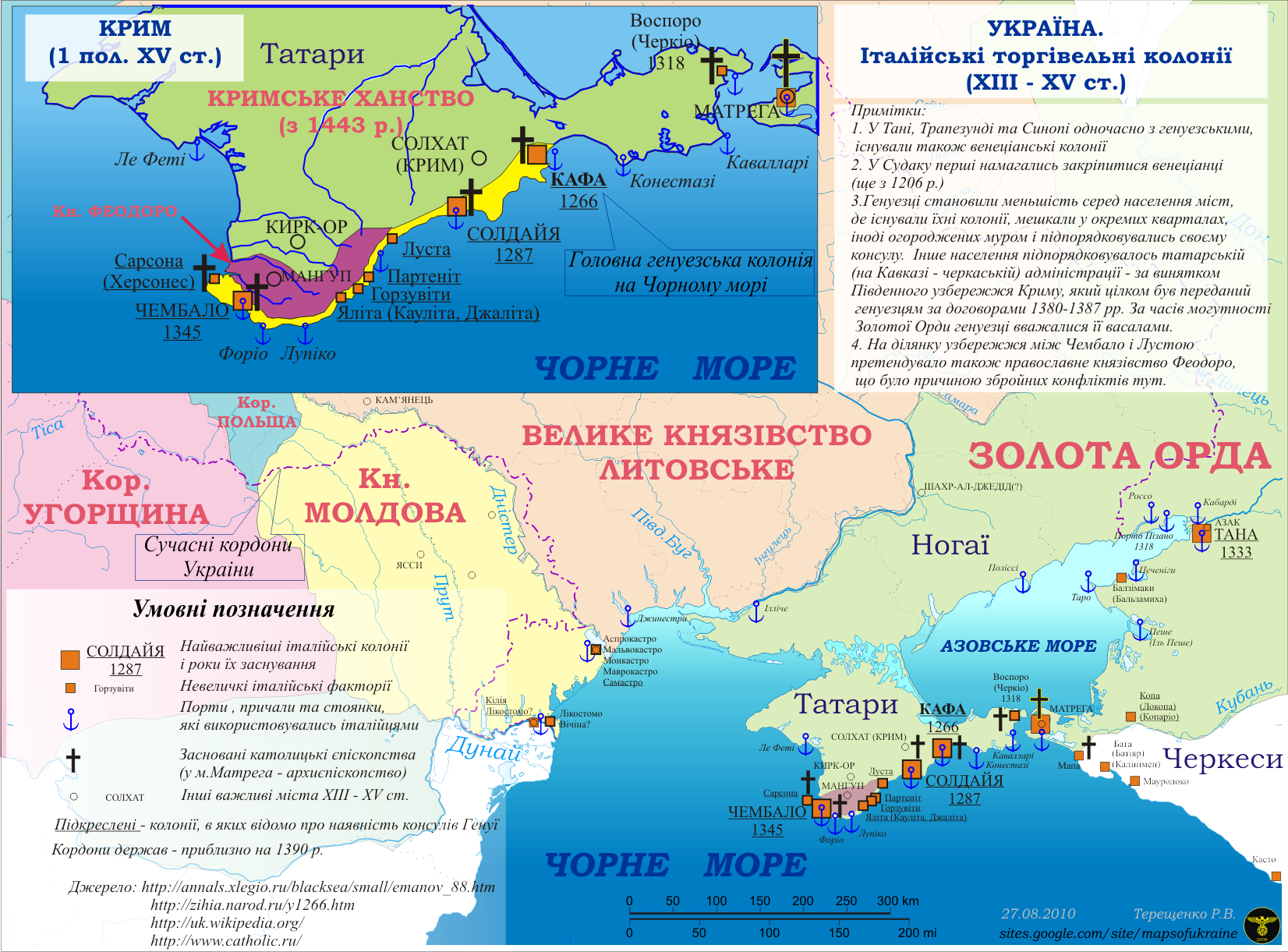
Землі південної України наприкінці 14 ст.

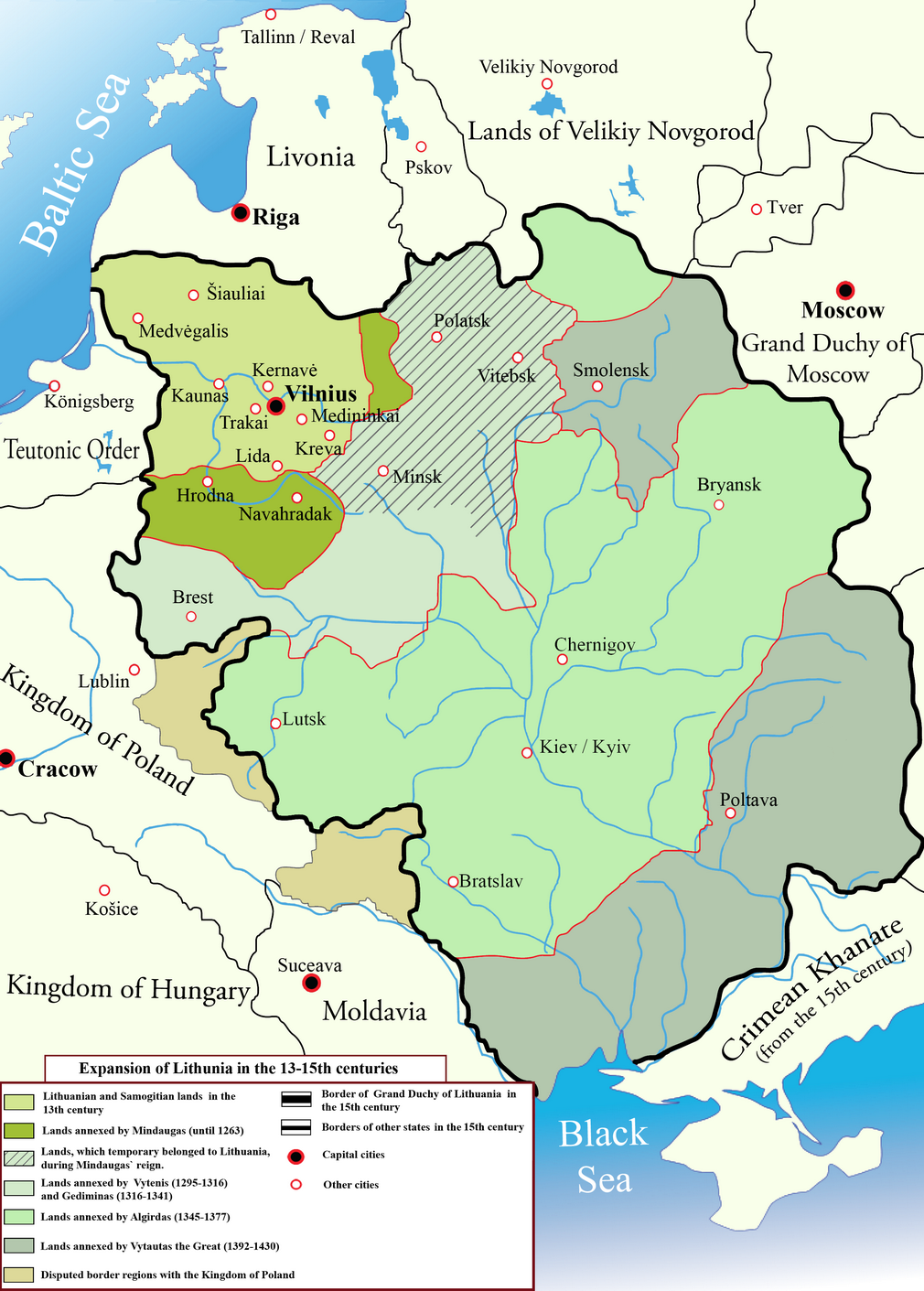
Велике князівство Литовське в межах 15 століття

Завоювання монголами Південно-Східної Русі сприяло зміцненню й розширенню молодої Литовської держави, що появилася на політичній карті Європи напередодні монгольських завоювань. Скориставшись ослабленням руських князівств, Литва поступово за їх рахунок намагається розширити свої території. Боротьба Литви за українські землі стала приводом до війн між нею та Золотою Ордою. Розгром литовським князем Ольгердом (1341–1377) трьох татарських князів при Синіх Водах (Синюсі) відкрив можливості приєднання до Литви більшості українських земель, що знаходилися у складі Золотої Орди. За його наступника Вітовта більша частина сучасної України опинилася у складі Великого князівства Литовського.
Литовські князі, приєднавши до своєї держави спустошені українські землі, намагалися їх заселити та освоїти. Будуючи по Дністру й Дніпру укріплені міста, скликали до них поселян не тільки з України й Литви, але й інших регіонів Східної Європи. Вважають, що за їх наказом кримські татари, що перебували в залежності від Литви, побудували укріплений порт Кичибей (Гаджибей — нині Одеса). На Дніпрі, при Таванській переправі за Вітовта була збудована митниця, на якій збирали торгове мито з купців, що їхали з Кафи до Литви, Польщі та інших країн Європи.
З утворенням Кримського ханства 1443 р. у степах з'явились кримські війська і ногайські орди (основні — Єдісанська між Дністром і Бугом, Джамбуйлуцька на Азовському узбережжі і Єдічкульська на лівобережжі Дніпра). Почалася доба кримських походів на українські і московські землі, зокрема, перший похід (на пропозицію московського князя), при якому постраждала Київщина, зафіксовано 1482 р.

### Кримське ханство
Вже в останній чверті XV століття Велике князівство Литовське втрачає свої позиції в Причорномор'ї. Цьому сприяло утворення, не без підтримки литовських князів, самостійного Кримського ханства на руїнах Золотоординської імперії та його зближення з могутньою Османською державою. Після укріплення османів у Північному Причорномор'ї, переходу до них Аккерману, Гаджибею, Кафи та інших міст, Кримське ханство стає слухняним васалом могутньої Османської імперії. Разом з нею воно вело експансіоністську політику в Східній Європі, перш за все проти Литовсько-Українсько-Польської держави. Уже в 1482 році кримський хан з величезною ордою вторгся в межі Правобережної України, вогнем і мечем прокладаючи собі дорогу до Києва. Збитки, завдані українським землям під час цього походу, порівнюються з втратами, що зазнав їх Київ під час походу Батия. Після походу на Київ були напади на Поділля, Волинь та інші райони України.
Старости порубіжних замків, щоб захистити поселення від нападів кримської орди, набирали й утримували в замках козацькі загони, що спричинилося до поширення козацтва в Україні з кінця XV століття перші згадки про дії козацьких загонів в пониззях Дніпра, в Побужжі та в Подінців'ї свідчать, що більшість з них діяли в тих місцях, через які вели з Криму в Україну, до Польщі та в межі Московського князівства. Через лівобережжя Дніпра проходила Муравська дорога, з її відгалуженнями — Ізюмською і Кальміуською, яка вела від Перекопу до Москви. Від Перекопу на Правобережжя вів так званий Чорний шлях, який в районі Чорного лісу розгалужувався на два, з яких один вздовж Дніпра вів до Києва, а другий — через Поділля йшов на Львів, Краків до Західної Європи. На цих шляхах будувалися укріплення, виставлялася прикордонна служба, що формувалася переважно з козаків.
У Криму, крім Кримського ханства, існувало невелике гірське грецьке православне князівство Феодоро, а південний берег контролювали генуєзці, які спорудили тут низку фортець. Також генуєзські факторії діяли у Аккермані (Монкастро, Білгород-Дністровський), Кілії, Тані (Азов).
1475 р. у Криму висадилось османське військо, яке заволоділо генуезькими колоніями, а через декілька місяців облоги пала і столиця Феодоро — Мангуп. 1478 р. Кримський хан визнав себе васалом Османської імперії.
1484 р. величезна османська армія перейшла Дунай і захопила Кілію і Аккерман. Все чорноморське узбережжя опинилось під контролем Османської імперії і Кримського ханства.

## Колонізація Степової України в XVI—XVIII століттях
З кінця XV ст. у джерелах з'являються перші згадки про козаків — лицарства, яке йшло захищати південні кордони Великого Князівства Литовського, а згодом Речі Посполитої від Кримського ханства. Ядром формування козацтва стала Січ — фортеця з частоколу на Дніпрі в районі порогів і Великого Лугу. Перша існувала у 1552—1558 рр. на о. Мала Хортиця, остання — у гирлі Базавлуку у 1734—1775 рр., коли її було остаточно ліквідовано урядом Катерини ІІ. З Микитинської Січі (1628—1652) розпочався у 1648 р. переможний похід на захід повстанців на чолі з Богданом Хмельницьким, а у квітні того ж року вони одержали першу перемогу над поляками під Жовтими Водами.
Наступного, 1649 року, після перемоги козаків під Зборовом, з урядом Речі Посполитої був укладений договір, згідно якого українські землі у складі Київського, Чернігівського та Подільського воєводств отримали певну автономію. Тут було розпочато територіальну реформу, замість воєводств було запроваджено поділ на полки (а полки ділились на сотні). Всього було утворено 15 полків, а землі Вольностей Запорозьких мали особливий статус.
1654 р. українські землі увійшли на правах автономії до складу Московського царства, яке також вступило у війну з Польщею. Одночасно в Україні розпочалася громадянська війна: частина козаків (Гетьман Іван Брюховецький) і населення підтримувала Москву. Частина (з огляду на утиски царської адміністрації) знов почала схилятися до повернення до складу Речі Посполитої (Гетьмани Іван Виговський, Юрій Хмельницький, Павло Тетеря).
Значна частина населення при цьому, рятуючись, почала переселятися у східні порожні, більш спокійні землі на кордоні Московського царства і України. Тут українці заселили широку смугу від Сейму до Дону, заснували низку міст: Суми, Харків, Острогозьк, Чугуїв, Хотмизьк, тощо. Так виникла Слобідська Україна. Тут існувало 5 козацьких полків, але підпорядковувались вони не Гетьману, а московському урядові (оскільки це були колишні прикордонні землі Московського царства).
1667 р. між Річчю Посполитою та Московським царством було укладено Андрусівське перемир'я, війна закінчилась, а українські землі дві держави поділили по Дніпру: Лівобережжя і м.Київ (під керуванням Гетьмана) отримало Московське царство, Правобережжя залишилось за Річчю Посполитою. Запорізькі землі зберегли автономію і опинились під сумісним управлінням польського та московського урядів.
Таким чином, українські землі на сході опинились у 3-х автономних утвореннях:
- Гетьманщині (Чернігівщина, Полтавщина, Стародубщина і м. Київ);
- Землі Вольностей Запорозьких (Придніпров'я);
- Слобожанщині (Суми, Харків, Острогозьк)

1688 р. було засновано першу московську колонію в землях Запорізького війська Низового — Новобогородицьк у гирлі Самари (на місці старовинного козацького містечка Самарь).

#### Події часів Козаччини на Середньому Подінців'ї
На середину XVII століття приходиться заснування ряду козацьких поселень в Середньому Подінців'ї (на території сучасних Харківської, Донецької та Луганської областей). Чимало їх з'явилося як запорізькі зимівники, козацькі пікети на шляхах, що з'єднували Запорізьку Січ з Військом Донським, зокрема на Самарі, Вовчій, Лугані та інших річках. Чи не найважливішим серед них можна вважати укріплення при впадінні річки Кальміусу до Азовського моря — Домаху, збудовану запоріжцями на місці генуезького поселення Адомахи на початку XVII століття. Воно повинно було прикривати вхід до Кальміусу, по якому запоріжці під час блокування гирла Дніпра османським флотом добиралися у річку Вовчу, нею — в Самару й Дніпро або навпаки. Згодом Домаха стала центром Кальміуської паланки (нині Маріуполь).
З 40-х років XVII століття до Середнього Подінців'я все більше стали виявляти інтерес воєводи порубіжних московських міст, направляючи до Святогірського монастиря своїх людей з дорученнями вивідувати, що відбувається в цьому районі. Найбільше їх увагу привертали Торські соляні озера, на які по сіль приїжджали не лише мешканці Лівобережної України, але й південних повітів Московської держави. Солевари пропонували царському урядові побудувати при соляних озерах острог і утримувати в ньому гарнізон, який міг би захистити солеварів від раптових нападів кримців. У 1645 році цар зобов'язав чугуєвського воєводу побудувати острог при Торському «перелазі», в якому б несли службу з переміною протягом літа чугуєвські козаки. Оскільки останні в 1646 році покинули острог передчасно, то уряд зобов'язав козацького отамана Протасєва, який супроводжував московських послів до Криму, підібрати придатне місце для будівництва «жилого города», в якому можна було поселити переселенців з України. Оглянувши місцевість, Протасєв дійшов висновку, що найбільш зручно побудувати місто при Маяцькому озері, поруч з яким знаходився ліс для будівництва міста, а в Сіверському Дінці добра питна вода. Під час огляду Протасєвим місцевості на нього напали українські козаки, примусивши покинути місцевість, яка знаходилась під їх контролем.
У квітні 1648 року воєводам порубіжних Московських міст була направлена царська грамота, котра зобов'язувала їх спорядити спеціальний загін для будівництва міста на Торі, забезпечивши його відповідним інвентарем, харчами та зброєю. Однак, незабаром з Бєлгороду, Осколу, Валуйок та інших порубіжних міст надійшли повідомлення, що, у зв'язку з виступами міщан, не можливо виконати царське доручення. Боярська Дума, обговоривши це питання, рекомендувала царю відмінити свій наказ про побудову міста на Торі. Воєводські відписки також повідомляли, що через початок визвольної війни в Україні, її мешканцям заборонено переселятися в межі Московського царства. Таким чином, спроба царату збудувати укріплене місто при Торських озерах в 1648 році закінчилася невдачею.
Основна частина Південно-Східної України перебувала під контролем українського козацтва, в тому числі й Низового Війська Запорізького, яке в 70-х роках XVI століття оформилося як окрема політична сила. В ході його формування склалася його територія, що простягалася від Дону до Синюхи (Синіх Вод) — лівої притоки Південного Бугу, зі сходу на захід, від Азовського моря, пониззя Дніпра — до Сіверського Дінця, Орелі й Тясмину, з півдня на північ. За цю територію Військо Запорозьке вело напружену боротьбу не тільки проти османсько-кримської агресії, але й проти зазіхань на неї царського уряду.

#### Проникнення Московської держави на схід України

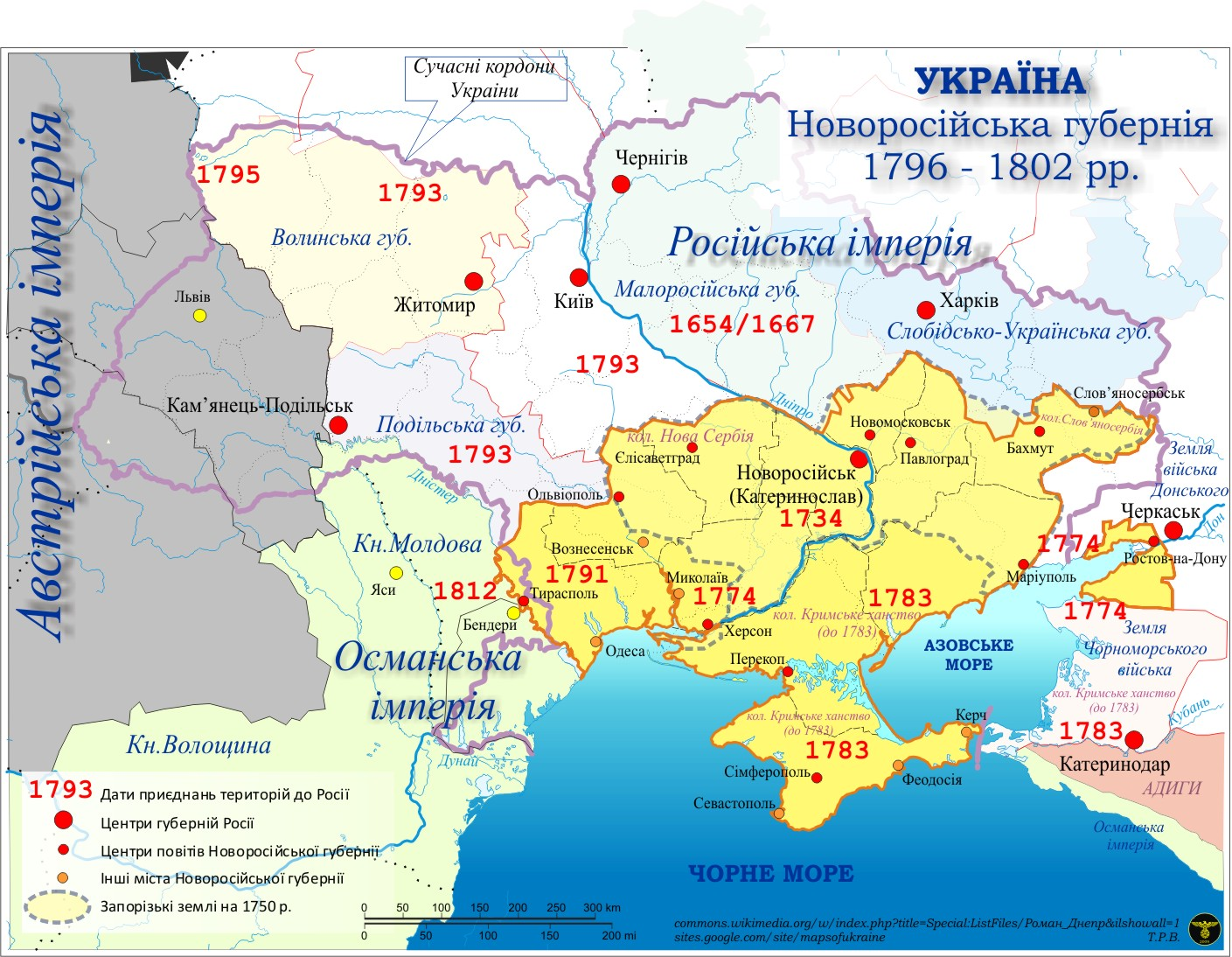
Південно-Східна Україна станом на 1800 р.

З 20-х років XVI століття, у зв'язку з нападами кримських татар на землі Московської держави, остання для розвідки намірів кримських і ногайських татар, що кочували на правій стороні Дінця, стала розміщати вздовж нього сторожову та станичну службу, що формувалася в основному з українських козаків. Завдяки цьому вихідці з Сіверщини, Київщини та Полтавщини, а також з південних московських повітів все частіше в середині XVI століття з'являються в Середньому Подінців'ї. В місцевих лісах і байраках вони полювали на хутрових звірів, у річках виловлювали рибу, з солоної ропи Торських озер виварювали сіль. До того часу відносяться перші згадки про «святі гори» (нині Слов'яногірськ) на правій стороні Сіверського Дінця, які можна розцінювати як перше постійне поселення в цьому районі.
Значно посилився вплив козаків у ньому після спільних походів українських козаків і московського війська в 1556–1558 роках до Перекопу на кримські улуси. Під час цих походів козаки Черкаського старости Дмитра Вишневецького, відомого під іменем Байди, заклали на острові Хортиці Січ, що сприяла формуванню Низового Війська Запорозького. В 1569 році українські козаки, повертаючись із спільного з донськими козаками походу проти османсько-кримської ескадри, що направлялася вверх по Дону під Царицин для відторгнення недавно захопленого Московською державою Астраханського ханства збудували на правому березі Дону укріплене поселення, назвавши його Черкаськом (нині Старочеркаськ Ростовської області). Це сприяло зміцненню зв'язків між запорізькими та донськими козаками, чисельність яких постійно збільшувалася.
У 1599 році московський цар Борис Годунов, направляючи воєвод Б. Бельського та С. Алфьорова на Донець для зведення при впадінні в нього Осколу фортеці на Ізюмській дорозі, доручив їм запросити отаманів і найкращих козаків та повідомити їм, що цар надавав їм ці річки (Донець і Оскол), де вони жили своїми гуртами, щоб вони володіли ними «безданно та безброчно». За це чекав від них служби на користь Московської держави. Цей факт є переконливим доказом спроб московської влади поширити свій вплив на місцеве українське козацтво. В певній мірі цьому повинно було сприяти й будівництво найбільш висунутої в степи Цариборисівської фортеці.
Походи Лжедмитріїв на Московську державу, повстання Івана Болотникова не тільки розладнали сформовану наприкінці XVI століття систему прикордонної служби на півдні Московії, але й дозволили кримцям зруйнувати збудований під керівництвом Бельського та Алфьорова Цареборисів, що ще більше посилило вплив козацтва в цьому регіоні. В різний час тут діяли козацькі загони В. Рябухи, Г. Торського, С. Забузького, чисельність яких сягала навіть декількох тисяч чоловік. Останнього польська шляхта всіляко намагалася поставити на місце Богдана Хмельницького.

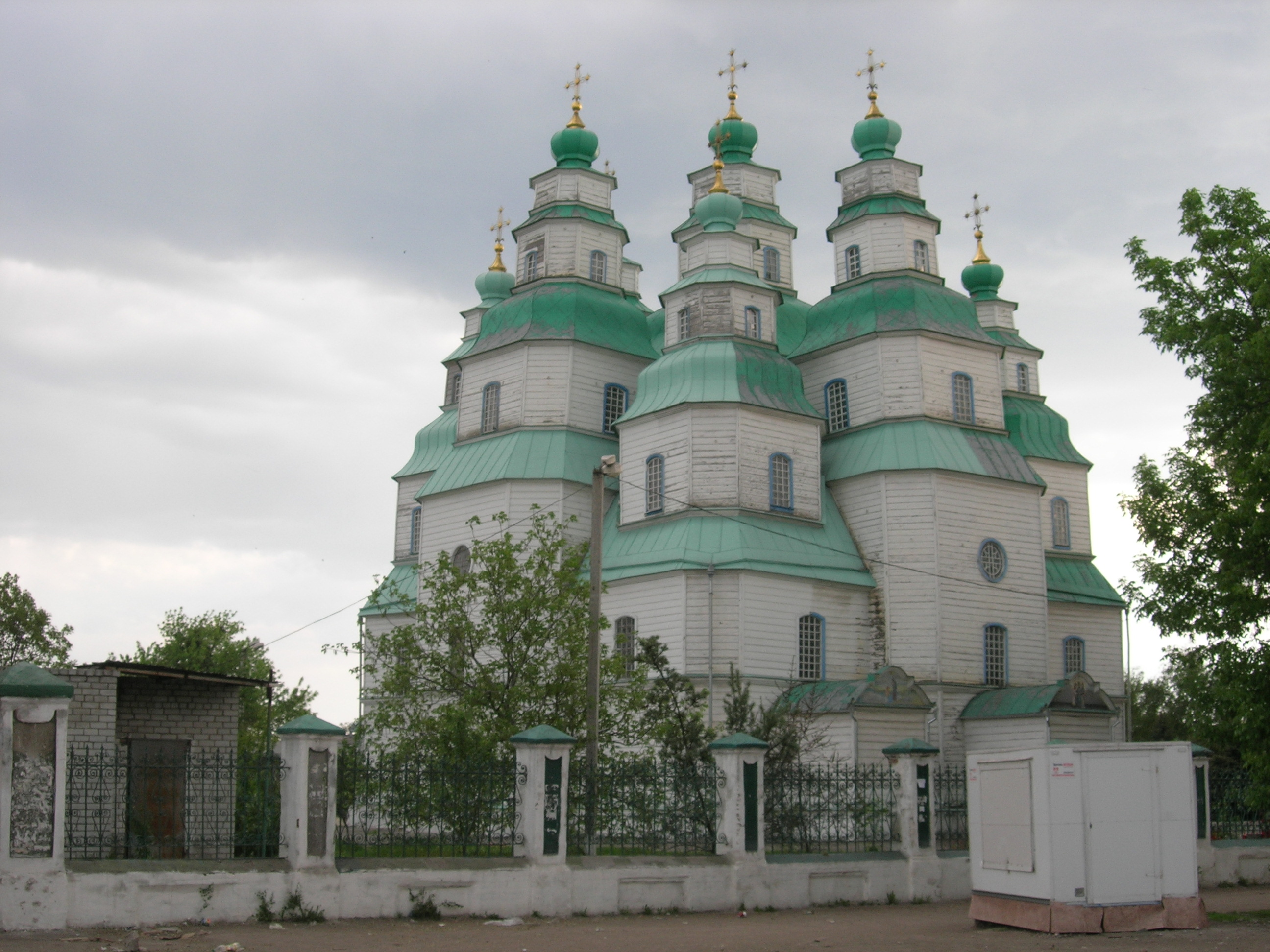
Дерев'яна Церква XVIII ст. у Новомосковську, Дніпропетровська область

Протягом всього XVIII століття тривало інтенсивне заселення степових земель українцями, тут утворювались поселення, на основі яких в подальшому російським урядом будувались нові міста: наприклад, губернське місто Катеринослав у 1783 р. розташувалось біля козацької слободи Половиця, яку за декілька років поглинуло — тепер тут центр сучасного Дніпропетровська (місцеві козаки при цьому розбрелися по навколишніх селах). Так само і «російський» Сімферополь було «засновано» на місці великого кримськотатарського міста Акмєсджит (Ак-Мечеть), а Одесу — на місці давнього Хаджибея (Коцюбіїва).
- 1709 р. — у ході Північної війни 1700—1721 р. Гетьман Іван Мазепа з частиною козацької старшини переходить на бік короля Швеції Карла XII, але військо шведів зазнає поразки під Полтавою, Мазепа і Карл ХІІ рятуються втечею до Молдовського князівства, а московський цар Петро І на знак помсти знищує Запорізьку Січ. Запорожці втікають у межі володінь кримського хана у пониззі Дніпра, де будують Кам'янську, а згодом — Олешківську Січ.
- 1710 — 1713 рр. — Російсько-турецька війна: за умовами Прутського миру 1711 Московське царство після поразки знищило свої фортеці у прикордонній смузі, в тому числі Кодак на Дніпрі.
- 1721 — знайдено перше вугільне родовище у Донбасі.
- 1731 — 1740-ві — будівництво по Орілі Української укріпленої лінії
- 1734 — на Запорожжі засновано останню Січ — Нову (ліквідовано у 1775 р.)
- 1735 — 1739 рр. — Російсько-турецька війна
- 1751 — 1764 — сербам і іншим слов'янським переселенцям з Балкан імператорський уряд передав північно-західні запорізькі землі, де утворено автономну область Нову Сербію з центром у Новомиргороді (північ сучасної Кіровоградської області). 1753 р. також на запорізьких землях утворено аналогічну область (Слов'яносербію) по Сіверському Донцю, між річками Бахмут і Лугань.

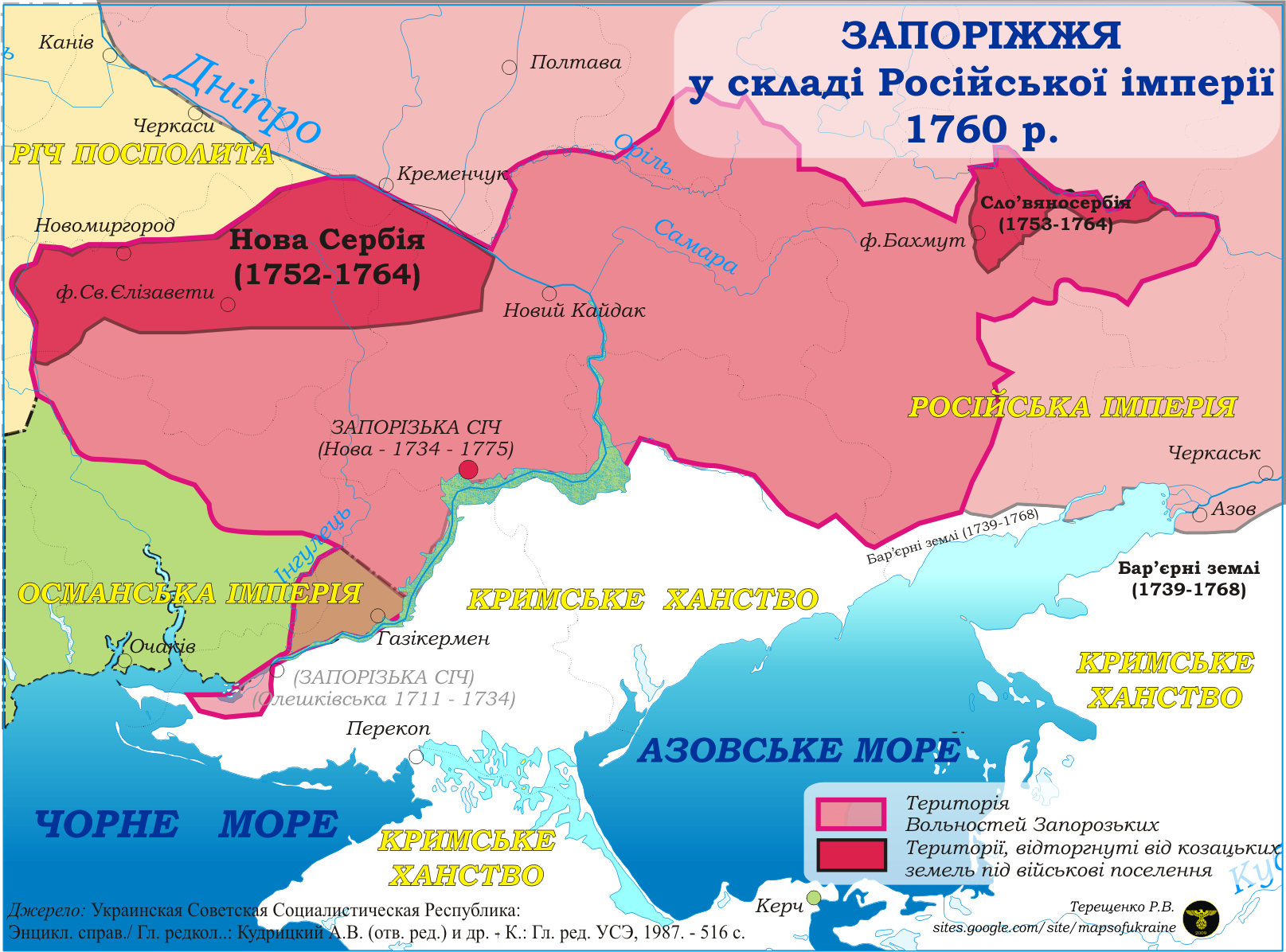
Землі Запорожжя у складі Російської імперії на 1760 р.

- 1754 — заснування Єлісаветграду, Олександрії, Новоархангельська у Новій Сербії
- 1764 р. — ліквідація Катериною ІІ Гетьманщини, Управління Лівобережжям перейшло до 2-ї Малоросійської колегії; скасування Нової Сербії і Слов'яносербії, їх землі увійшли до складу новоствореної Новоросійської губернії.
- 1765 — утворена Слобідсько-Українська губернія (з 1780 — Харківське намісництво).
- 1768 — 1774 рр. — Російсько-турецька війна. За умовами Кучук-Кайнарджийського договору Росія отримує Кабарду, Азов, Керч, Єнікале, Кінбурн з прилеглими землями між Дніпром і Бугом. Кримське ханство визнавалось незалежним від Османської імперії (А реально потрапило під сильний вплив Росії, тут було розміщено російські гарнізони).
- 1770 — заснування Олександрівської фортеці (нині м. Запоріжжя)
- 1774 — Християнські народи Криму (в основному, греки) на вимогу Катерини ІІ переселені з Криму у північне Приазов'я.
- 1775 — ліквідація Нової Січі і Запорозьких Вольностей, основна частина козаків опинилась в числі державних військових поселенців, а також була приписана до регулярних військових частин. Частина запорожців створила Задунайську Січ (1775—1828) на Дунаї, на землях Османської імперії. Землі Запоріжжя передані до складу новостворених Азовської (по лівому берегу Дніпра) та Новоросійської (на Правобережжі) губерній.
- 1776 — заснування 1-го Катеринослава (на Кільчені)
- 1778 — заснування Херсону
- 1779 — заснування Маріуполя
- 1780 — заснування Павлограду; утворення Харківського намісництва.
- 1782 — заснування Нікополя.
- 1783 р. — остаточна ліквідація Кримського ханства; анексія його земель (Крим, Приазов'я, Кубань) Російською імперією.
- 1784 — заснування російських колоній у Криму: Сімферополя, Севастополя, Євпаторії; на Самарі — Новомосковська.
- 1787 — 1792 — Російсько-турецька війна. За умовами Ясського миру, Османська імперія визнавала анексію Криму Російською імперією, а також поступалася своїми землями між Бугом і Дністром (Єдісан) з Очаковом.
- 1787 — 1792 — на час війни з османами імператорським урядом відновлено козацьке військо, у приморській смузі між Бугом і Дністром виділено землі для Чорноморського козацького війська.
- 1787 — 1796 — між Дніпром та Інгулом виділено землі для Катеринославського козацького війська.
- 1788 — заснування Миколаєва
- 1792 — Козаків Чорноморського козацького війська з Єдісану переселено для охорони кордонів на Кубань. Початок української колонізації на Північному Кавказі.
- 1792 — заснування Тирасполя
- 1794 — заснування Одеси
- 1795 — заснування Овідіополя, Вознесенська
- 1796 — у Лисичанську збудовано першу вугільну шахту.

- 1802 — Новоросійську губернію, яка охоплювала степові землі на півдні України від Дністра до Дону, розділено на три:
  - Катеринославську,
  - Таврійську,
  - Херсонську (з 1803, до цього — Миколаївська губернія).

В такому вигляді адміністративний поділ Південно-Східної України проіснував до часів УНР.
- 1806 — 1812 — Російсько-турецька війна, за результатами якої Бессарабія (з Буджаком) від Османської імперії перейшла до Російської.
- 1812 — для війни з Наполеоном з України було призвано 70 000 ратників і козаків.
- 1825 — 1858 — кількість промислових підприємств у краї зросла з 125 до 753.
- 1828 — створення у Південній Україні Новоросійсько-Бессарабського генерал-губернаторства.
- 1853 — 1856 — Кримська війна. (Невдала для Росії). Втрата Росією придунайських земель.
- 1861 — відміна у Російській імперії кріпацтва.
- 1865 — відкриття першої в Південно-Східній Україні залізниці — Одеса-Балта
- 1869 — відкриття ділянки залізниці Курськ-Харків-Ростов
- 1882 −1904 — будівництво Катеринінської залізниці.
- 1884 — відкриття моста через Дніпро у Катеринославі, Катериниської залізниці (між Кривбасом і Донбасом); початок промислового видобутку марганцевої руди у Придніпров'ї.
- 1887 — у Катеринославі відкрито металургійний Олександрівський Південноросійський завод
- 1904 — відкриття ділянки залізниці Кривий Ріг — Олександрівськ — Волноваха

### Події початку ХХ ст.
- 1914 — 1918 — Перша Світова війна
- 1917 — Повалення імператорської влади у Петрограді (Лютнева революція). Проголошення Української народної республіки (УНР). Жовтневий переворот 1917 р. у Петрограді. Проголошення Радянської України 12.12.1917 р.
- 1918 — Приєднання Бессарабії до Румунії. Брестська угода 1918 р. До України вступають німецькі і австро-угорські війська. Українська Держава. Гетьман Павло Скоропадський. Чорноморський флот у громадянській війні. Донецько-Криворізька та Одеська республіки.
- 1918 — Висадка військ Антанти у портах на Чорному морі.
- 1918 — 1920 — Українська директорія. Симон Петлюра.
- 1919 — 1920 — Громадянська війна. Вторгнення Радянських військ
- 1919 — 1920 — Дії підрозділів Білої армії на Півдні України. А.Денікін. Нестор Махно. Атаман Григор'єв. Крим і барон Врангель.

### Землі Південно-Східної України у ХХ ст.
- 1922 — Утворення СРСР.
- 1924 — передача Шахтинської та Таганрозької округи до складу РРФСР
- Відбудова промисловості і сільського господарства. Адміністративна реформа.
- Йосип Сталін. Індустріалізація і колективізація. Перші п'ятирічки. Політичні репресії.
- Голод 1932-33 років.
- 1939 — Пакт Молотова — Ріббентропа. Початок Другої світової війни.
- 1940 — приєднання Бессарабії до СРСР. Утворення на приєднаних землях Молдавської РСР з долученням земель Молдавської АРСР зі складу УРСР.
- 1941—1945 — Німецько-радянська війна. Депортація на схід німців півдня України (1941). 1941 р. — 1944 рр. — німецька і румунська окупація. Рейхскомісаріат Україна. Рух спротиву на окупованих територіях. Колабораціонізм.
- 1944 — депортація з Криму кримських татар, болгар, греків, вірмен.
- Повоєнна відбудова.
- 1954 — передача владою Радянського Союзу Кримської області зі складу РРФСР до складу УРСР (приурочена до 300-річчя Переяславської ради).
- 1961—1971 — спорудження Північно-Кримського каналу
- 1985—1991 — Перебудова і проголошення Незалежності України 1991 р.

## Російська агресія
На початку 2014 року, скориставшись революційними подіями, втечею Президента Віктора Януковича через Севастополь до Росії і зміною влади в Україні, російська влада здійснила захоплення територій АР Крим і м.Севастополь з використанням спецслужб, спецпризначенців, регулярної армії, місцевих прихильників і завезених з Росії найманців, які виступили у ролі «загонів самооборони». Одночасно з захопленням Криму російська влада розпочала розхитування ситуації в цілому по всій Південно-Східній Україні з метою руйнування української державності і загарбання земель України. Так, 1 березня по всіх найбільших містах південного сходу України прокотилась хвиля проросійських антиурядових мітингів за участю громадян Росії.
6 квітня озброєні особи захопили будівлю Донецької ОДА, наступного дня проголосивши тут про створення так званої «Донецької народної республіки» (ДНР).
12 квітня російські спецпризначенці захопили відділки міліції у Слов'янську, Краматорську, міськраду у Артемівську; 13 квітня — захоплення адмінбудівель у Єнакієвому та Харцизьку. В.о. Президента України О. Турчинов оголошує про початок широкомасштабної антитерористичної операції (АТО) у Донецькій області із залученням Збройних сил України.

## Інтернет-ресурси
- Аналітично-інформаційний журнал «Схід» за 2009—2015 рр. на сайті Національної бібліотеки ім В.Вернадського [Архівовано 19 квітня 2017 у Wayback Machine.]